# Castelo de Zerzevã

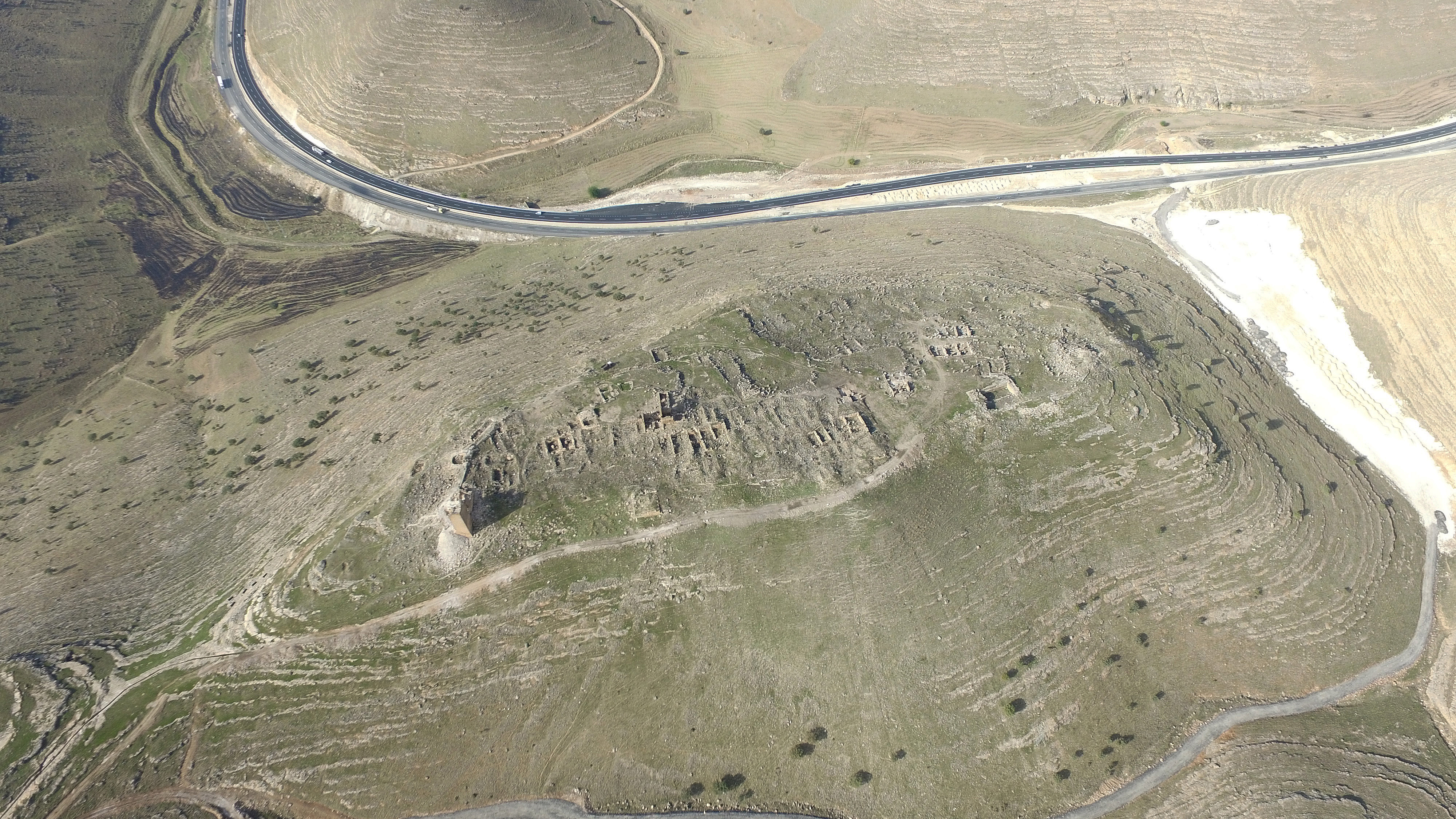
Castelo de Zerzevã

O Castelo de Zerzevã (em turco: Zerzevan Kalesi, em armênio/arménio:  Զերզեվանի ամրոց), também conhecido como Castelo de Samachi, é um castelo em ruínas do antigo Império Romano Oriental, que já foi uma base militar importante, localizado na província de Diarbaquir, no sudeste da Turquia. Escavações arqueológicas revelaram a existência de estruturas subterrâneas, entre elas um templo do Mitraísmo, uma religião misteriosa. O castelo foi usado como assentamento civil entre os anos 1890 e 1960. O local está parcialmente aberto ao turismo.

## Localização
O Castelo de Zerzevã foi construído no século IV pelo Império Bizantino como uma base militar na antiga rota comercial entre Diarbaquir e Mardin e foi utilizado até o século VII. O castelo está situado no topo de uma colina rochosa de cerca de 120 metros, ao lado da aldeia de Demirölçek cerca de treze quilômetros ao sudeste da cidade de Cinar na província de Diarbaquir na estrada para Mardin. Está localizado a cerca de 45 quilômetros de Diyarbakir.

## Obras arqueológicas
As primeiras escavações arqueológicas ocorreram nos meses de verão de 2014. As obras foram inicialmente realizadas por uma equipe de 35 pessoas, liderada por um arqueólogo da Universidade Dicle, sob a supervisão do Museu Arqueológico de Diarbaquir. Em 2015, o tamanho da equipe trabalhando no site aumentou para 60. Espera-se que as obras de escavação continuem por mais 30 anos.

## Castelo

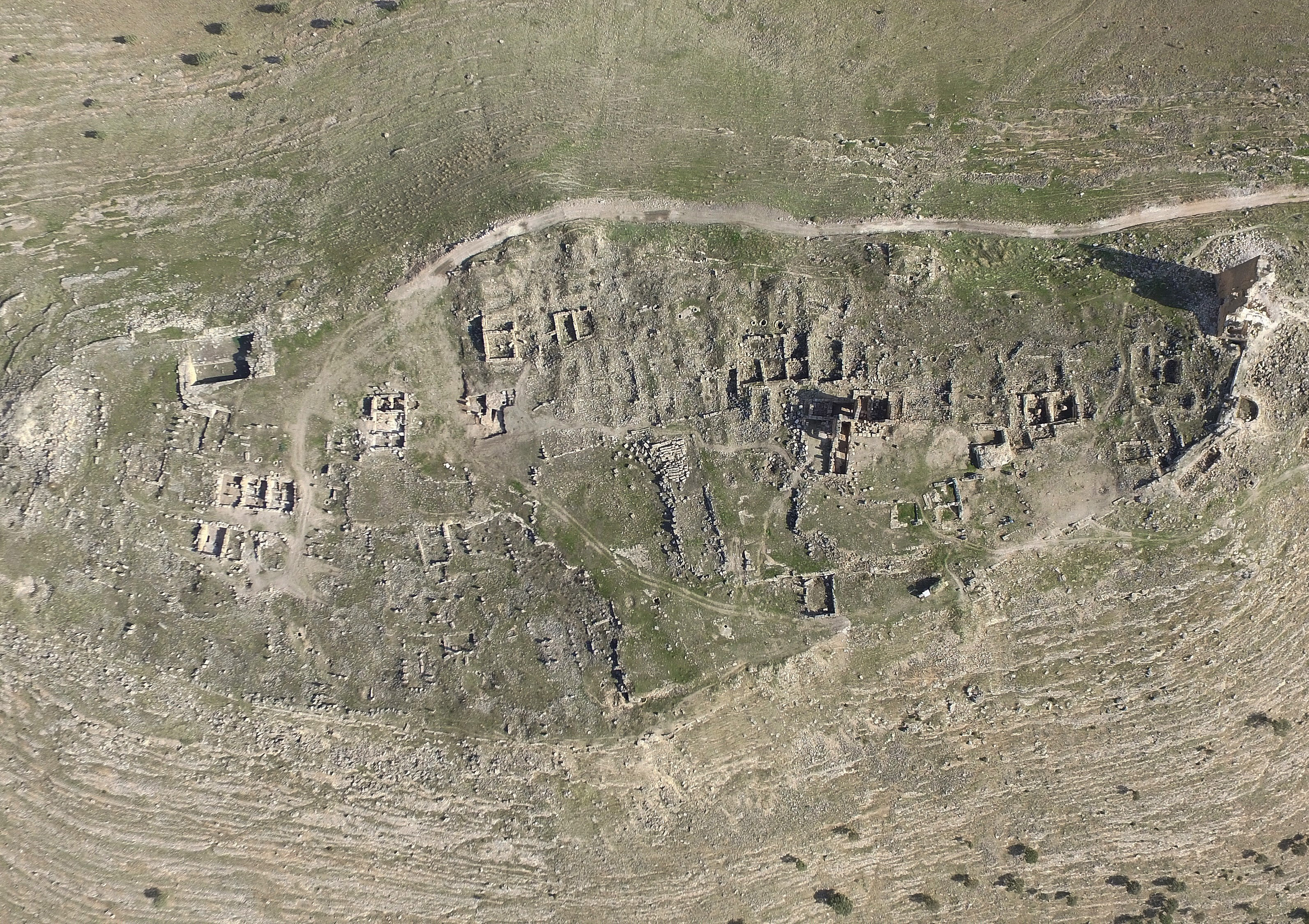
Vista aérea de Zerzevã (2016)

O castelo se estende por uma área de aproximadamente 6 hectares. O castelo contém estruturas acima e abaixo do solo. Suas paredes arruinadas possuem mil e duzentos metros de comprimento e 12 metros de altura além de possuir uma torre de vigia com aproximadamente 20 metros. Dentro do castelo, há ruínas em uma área ampla e uma rocha- necrópole. No norte do castelo, que está em uma elevação mais baixa, foram construídas residências e ruas, enquanto no sul, edifícios públicos foram construídos em terrenos mais altos. Um prédio da igreja voltado para o leste-oeste continua sendo um dos edifícios públicos mais bem conservados. Outros edifícios públicos incluem o palácio, edifício administrativo, banhos, armazenamento de cereais, arsenal e 54 cisternas. Material militar e médico, jóias, ornamentos e moedas de bronze também foram encontrados durante as escavações. Em 2016, uma igreja subterrânea e passagens secretas foram descobertas. A passagem secreta subterrânea descoberta não estava em uso há cerca de 3.000 anos e a igreja subterrânea foi fechada há cerca de 1.500 anos. Um templo subterrâneo mitraico e um santuário subterrâneo, capaz de conter 400 pessoas, também foram desenterrados. Os remanescentes subterrâneos do templo da religião misteriosa atraíram mais de 20.000 turistas em apenas uma semana, de acordo com relatos de autoridades. Em 2017, mais quatro locais subterrâneos foram descobertos, onde são necessários mais trabalhos de escavação para desenterrá-los.
O castelo era uma base militar romana oriental e um assentamento de guarnição estratégica, dominando todo o vale e controlando a antiga estrada entre Amida (agora Diyarbakir) e Dara (hoje Mardim). O castelo desempenhou um papel fundamental devido à sua localização na fronteira mais oriental protegendo o Império Romano. Ele marcou a interseção e coalescência das culturas no oeste e no leste.
O lugar era conhecido como Samachi na Antiguidade Clássica. Foi o local de pesados combates entre o Império Bizantino e o Império Sassânida. Jóias encontradas no castelo também indicam que a população civil e o pessoal militar residiam juntos, com soldados morando ao lado de seus familiares. Era grande o suficiente para sustentar uma população de cerca de mil pessoas.
As obras de restauração e reconstrução, que ocorreram durante os reinados dos imperadores bizantinos Anastácio I (r. 491–518) e Justiniano I (r. 527–565), viram o castelo se desenvolver em seu estado final antes de sua ruína. O castelo esteve provavelmente em uso até 639 com a chegada dos muçulmanos árabes no início das guerras árabe-bizantinas.

## Uso como assentamento civil
Um novo assentamento foi criado dentro do castelo na década de 1890, quando uma família se mudou para o local. Após a população crescer para mais de 30 famílias, os últimos residentes abandonaram o castelo na década de 1960, migrando para um local a cerca de um quilômetro do castelo e fundando uma aldeia sob o nome de Zerzevã. Esta aldeia é chamada Demirölçek hoje.